# Timbaland Presents Shock Value
A Timbaland Presents Shock Value Timbaland amerikai zenész-producer duettalbuma. Az Interscope Records bejelentése alapján eredetileg 2007. március 27-én jelent volna meg, végül azonban csak április elején adták ki. Első kislemeze a Give It to Me volt, melyen Nelly Furtado és Justin Timberlake is közreműködött. A kislemez 2007. február 6-án jelent meg. 2007 májusában bejelentették, hogy a következő kislemez a The Way I Are lesz, amin Keri Hilson és D.O.E. működik közre.
Az album az amerikai Billboard 200 ötödik helyén nyitott, az első héten 138 000 példány kelt el belőle. Az Egyesült Királyságban a 10. helyen nyitott a slágerlistán, és a július 22-ével végződő hétre már az 5. helyig jutott; végül a 2. helyre ért az Egyesült Királyságban, és a 15. helyre Franciaországban.
2007. augusztus 9-éig a Shock Value albumból az Egyesült Államokban 514 300 példány kelt el, és a #26 helyen állt a slágerlistán.

## Számok listája
1. Oh Timbaland
2. Give It To Me  (met Nelly Furtado & Justin Timberlake)
3. Release  (met Justin Timberlake)
4. The Way I Are  (met Keri Hilson & D.O.E.)
5. Bounce   (met Justin Timberlake, Missy Elliott & Dr. Dre)
6. Come & Get Me   (met 50 Cent & Tony Yayo)
7. Kill Yourself   (met Sebastian & Attitude)
8. Boardmeeting   (met Magoo)
9. Fantasy  (met Money)
10. Scream  (met Keri Hilson & Nicole Scherzinger)
11. Miscommunication  (met Keri Hilson & Sebastian)
12. Bombay  (met Amar & Jim Beanz)
13. Throw It on Me  (met The Hives)
14. Time  (met She Wants Revenge)
15. One & Only  (met Fall Out Boy)
16. Apologize  (met One Republic)
17. 2 Man Show  (met Elton John)
18. Hello  (met Keri Hilson & Attitude), internationale bonustrack
19. Come Around  (met M.I.A.), Engelse & Japanse bonustrack